# Тупарийские языки
Тупари́йские языки (языки тупари́) — одна из ветвей языковой семьи тупи. Распространены в Бразилии.
В неё входят языки акунтсу, тупари, кепкириват, макурап, сакирабиа и вайоро. Численность говорящих ни на одном из этих языков не превышает несколько сот человек.